# Ефимов, Александр Александрович (актёр)
Александр Александрович Ефимов (род. 15 января 1980, Свердловск, РСФСР, СССР) — российский актёр театра и кино.

## Биография и карьера
Александр Александрович Ефимов родился 15 января 1980 года в Свердловске.
В 2001 году окончил Школу-студию МХАТ (курс Авангарда Леонтьева).
По окончании школы-студии был принят в труппу театра на Малой Бронной. В данный момент[когда?] работает в театре Киноактёра.
Дебютировал в кино одновременно с окончанием Школы-студии МХАТ. 
Первой заметной ролью была роль диверсанта в фильме Михаила Пташука «В августе 44-го...». Его персонаж вместе с двумя другими диверсантами пытается покинуть лес вместе с рацией, но встречает персонажа Евгения Миронова, притворяющегося сотрудником комендатуры. После долгого разговора происходит перестрелка, в результате которой персонаж Ефимова остаётся единственным в живых из диверсантов.
Ефимов снялся в сериале «Адъютанты любви».
Наибольшую известность на телевидении ему принесла роль в мелодраме «Две судьбы», где он снимался с Ольгой Понизовой. Актёр сыграл роли в фильмах  «Благословите женщину», «Адмиралъ».
Актёр сыграл главную роль в провалившемся в прокате фильме «Зеркальные войны. Отражение первое». Несмотря на большой бюджет и наличие таких актеров, как Арманд Ассанте и Малкольм Макдауэлл, фильм провалился в прокате и получил разгромную критику.

## Творчество

### Роли в театре
- «Лулу». Режиссёр: А. А. Житинкин — Жак-маньяк, Родриго-акробат
- «Анна Каренина». Режиссёр: А. А. Житинкин — Вронский
- «Калигула». Режиссёр: А. А. Житинкин — Геликон
- «Не все дома». Режиссёр: И. Лысов — Роман
- «Идеальный муж». Режиссёр: А. А. Житинкин — лорд Горинг

### Фильмография
- 2000 — В августе 44-го — радист диверсантов Сергей
- 2000 — Марш Турецкого — футболист Максим Борзов
- 2002 — Звезда — третий пленный
- 2002 — Две судьбы — Михаил Юсупов
- 2003 — Лучший город земли — Дымок
- 2003 — Пассажир без багажа — Валерий Липатов
- 2003 — Баязет — поручик Латышев
- 2003 — Благословите женщину — офицер Советской армии
- 2003 — Моя Пречистенка — Павел Куратов
- 2004 — 72 метра — офицер военно-морского флота РФ
- 2005 — Изгнанник — консьерж
- 2005 — Две судьбы 2 — Михаил Юсупов
- 2005 — Адъютанты любви — Александр I
- 2005 — Звезда эпохи — Валентин Поляков, студент
- 2005 — Зеркальные войны. Отражение первое — Летчик-испытатель Алексей Кедров-младший
- 2005 — Херувим — Стас Герасимов и майор ФСБ Сергей Логинов
- 2006 — Мертвый, живой, опасный — Антон Ковалёв
- 2007 — Ворожея — Георгий
- 2007 — Смерть шпионам! — майор Николай Родионович Рукавишников
- 2007 — Нулевой километр — Шепилов
- 2007 — Удачный обмен — Дима / Кирилл
- 2008 — Адмиралъ — офицер Удинцев
- 2008 — История любви, или Новогодний розыгрыш — Олег
- 2008 — Хозяйка тайги —  Антон Леонидович Игнатьев
- 2009 — Адмиралъ (сериал) — офицер Удинцев
- 2009 — Правила угона — Антон Рыжков
- 2010 — Дом малютки — Олег
- 2010 — Основная версия — Чиркунов
- 2011 — Новости — Денис Павлов
- 2011 — Лучшее лето нашей жизни[3] — Владимир Вошилов
- 2014 — Когда его совсем не ждешь[4] — Алексей Юрьевич Чернавский
- 2016 — Опасные каникулы — Котиков Валерий Петрович, новый участковый
- 2017 — Чисто московские убийства — Артём
- 2017 — Мама Лора[5] — Алексей
- 2017 — Доктор Рихтер — Алеша[6]
- 2017 — Оперетта капитана Крутова — Эдуард Косарев, журналист
- 2017 — Волшебник — Николай Вересов, начальник охраны Столбова
- 2018 — Доктор Улитка — Виктор Савельев, доктор
- 2024 — Ректор — начальник следователя
- 2024 — Каждый мечтает о собаке — Кулаков